# Мінц Ізраїль Борисович

Ізраїль Мінц 1973 року перед від'їздом із СРСР

Ізраїль Борисович Мінц (1900, Ромни — 1989, Тель-Авів) — російський та ізраїльський громадський діяч і перекладач українського походження.

## Життєпис
Народився в єврейській родині з міста Ромни в тодішній Полтавській губернії Російської імперії. 
У молодості жив у Бессарабії, де 1919 року став секретарем місцевого осередку, заснованого Йосипом Трумпельдором, сіоністського руху Хехалуц. Потім перебрався до Смоленська, а пізніше у Мінськ.
1923 року був обраний секретарем руху в Білорусі. Двічі заарештований радянською владою. Після другого арешту 1923 року був висланий з СРСР (у справах 1920-х рр. реабілітований Прокуратурою Республіки Білорусь 1992 року, прокуратурою Смоленської області 1994 року).
Потім жив у Палестині, працював будівельним робітником, був активістом, а з 1929 року — секретарем профспілки будівельників, входив до робочої ради Тель-Авіва. Крім того, 1930 року ввійшов до числа керівників спортивного товариства Хапоель. 1931 року відправився до Парижу для навчання інженерній справі, працював на будівництві Паризького метро. 1935 року повернувся до СРСР, працював на будівництві Московського метрополітену.
1937 року репресований.
2 лютого 1938 року Особливою нарадою (ВЗГ) при НКВС СРСР звинувачений за «літерною» статтею: КРТА (контрреволюційна троцькістська агітація). Вирок 5 років позбавлення волі.

За спогадами самого Мінца: 

Мене звинуватили в контрреволюційній діяльності, в тому, що я був засланий до СРСР, як емісар Сохнута і мав агентів у різних містах Радянського Союзу… що нелегально переходив кордон з Польщею для створення сіоністських зв'язків. Судила Особлива нарада. Дали п'ять років таборів і вічне поселення в районі Воркути.

10 березня 1938 року прибув етапом на Воркуту.
2 березня 1943 року звільнений з табору без права покинути Воркуту.
Цей період життя Мінц описав у своїй книзі на івриті «Згубні сніги», що вийшла в Ізраїлі 1982 року.
До 1956 року Мінц знаходився в районі Воркути і лише 1963 року отримав можливість повернутися до Москви. Наприкінці 1968 року він узяв діяльну участь в утворенні руху за виїзд євреїв з СРСР — перш за все, як вчитель івриту, офіційне викладання якого не практикувалося. Переклав з івриту на російську мову для поширення у самвидаві ряд книг, присвячених постанню єврейського патріотизму: «Шість днів Яд-Мордехая» Маргарет Ларкін (про оборону кібуцу Яд-Мордехай під час Війни за незалежність), збірник статей про історію театру «Габіма», романи К. Цетника про Голокост «Годинник над головою» і «Будинок ляльок», «Щоденник спогадів» соратника Мінца з викладання івриту Цві Прейгерзона. Частина цих перекладів надалі була перевидана в Ізраїлі.
Репатріювався 1973 року. Друкував статті російською мовою та івритом, оприлюднив книгу спогадів 1982 року.